# Traktat moskiewski (1921)
Traktat moskiewski (ros. Московский договор, tur. Moskova Antlaşması) – traktat pomiędzy Wielkim Zgromadzeniem Narodowym Turcji a Rosyjską Federacyjną Socjalistyczną Republiką Radziecką zawarty 16 marca 1921 roku w Moskwie. 

## Założenia
Traktat zakładał uznanie dotychczasowych traktatów zawartych pomiędzy Rosją a Turcją za nieważne. Regulował on również kwestie kaukaskiej granicy Turcji. W wyniku traktatu m.in. Nachiczewan stał się autonomicznym terytorium pod protektoratem Azerbejdżanu oraz Turcja przekazała Batumi Gruzińskiej Socjalistycznej Republice Radzieckiej. 13 października 1921 roku doszło do podpisania traktatu w Karsie, w którego zawarciu oprócz RFSRR i Wielkiego Zgromadzenia Narodowego Turcji brały również udział Gruzińska, Armeńska oraz Azerbejdżańska Socjalistyczna Republika Radziecka. Traktat w Karsie potwierdził założenia traktatu moskiewskiego.